# Википедија на белоруском језику
Википедија на белоруском језику (блр. Беларуская Вікіпедыя) је назив за једно од два издања Википедије на белоруском језику, односно издање које користи дијалект наркомавка.
Белоруска википедија данас има 253.993 чланака и заузима на листи Википедија 72. место.